# Ružindol
Ružindol este o comună slovacă, aflată în districtul Trnava din regiunea Trnava. Localitatea se află la altitudinea de 166 m deasupra n.m., se întinde pe o suprafață de 14,71 km2 și în 2024 număra 1.726 de locuitori.

## Istoric
Localitatea Ružindol este atestată documentar din 1352.

## Demografie
| An:                | 1994 | 2004   | 2014    | 2024   |
| ------------------ | ---- | ------ | ------- | ------ |
| Număr de persoane: | 1206 | 1292   | 1603    | 1726   |
| Diferență:         |      | +7,13% | +24,07% | +7,67% |

| An:                | 2023 | 2024   |
| ------------------ | ---- | ------ |
| Număr de persoane: | 1746 | 1726   |
| Diferență:         |      | −1,14% |